# Reconocimiento de escritura
El reconocimiento de escritura es la capacidad de un ordenador de recibir la entrada manuscrita. La imagen del texto escrito se puede detectar “fuera de línea” de un pedazo de papel por un escaneado óptico (OCR). Alternativamente, los movimientos de la punta de una pluma pueden ser detectados “en línea”, por ejemplo por una pantalla táctil.
El reconocimiento de escritura exige principalmente el reconocimiento óptico de caracteres. Sin embargo, un sistema completo de reconocimiento de escritura también maneja el formato, realiza la segmentación correcta en caracteres y encuentra las palabras más plausibles.